# Kathedraal van Norwich
De kathedraal van Norwich is een anglicaanse bisschopskerk in de Engelse stad Norwich, die is gewijd aan de heilige drievuldigheid.

## Geschiedenis
Het gebouw werd in opdracht van bisschop Herbert de Losinga opgetrokken aan het einde van de 11e eeuw. De kathedraal werd voltooid in 1145 in een overwegend Normandische bouwstijl en heeft een lengte van 140 meter. Het bouwmateriaal bestond uit silex en mortel met een façade van kalksteen, geïmporteerd uit Caen (Normandië, Frankrijk). In 1465 werd een 96 meter hoge toren toegevoegd, waardoor het gebouw de op een na hoogste kathedraal van Engeland werd.
Tussen 1300 en 1430 werden de aangrenzende kloostergangen gebouwd voor het klooster van de orde der benedictijnen. De gangen zijn een unicum in Engeland omdat ze twee verdiepingen tellen. De duur van de bouw werd enorm vertraagd door financiële moeilijkheden en het uitbreken van de pest.
Opmerkelijk aan de kathedraal zijn de 1106 godsdienstig geïnspireerde versieringen in de bogen van de dakconstructie. Deze beelden verscheidene taferelen van het Oude en Nieuwe Testament uit.
Op het terrein van de kathedraal staan de standbeelden van admiraal Horatio Nelson en de hertog van Wellington. De bekende Britse verpleegster Edith Cavell vond in het oostelijk deel van de kathedraal haar laatste rustplaats.
Op 4 mei 2010 opende koningin Elizabeth II een nieuwe aanbouw van de kathedraal, waarin een bezoekerscentrum werd ondergebracht. In de aanbouw is de oude kloosteringang opgenomen.